# Brotăcel
Brotăcelul (Hyla arborea), cunoscut și sub numele de răcănel, brotac, broatec este o broască arboricolă din familia hilide (Hylidae) răspândită în aproape întreagă Europa, spre est ajunge până în Urali, Caucaz, Asia Mică. Se găsește și în nord-vestul Africii. Este singura broască arboricolă din Europa. Brotăcelul este o specie cu mai multe subspecii geografice. În România și Republica Moldova trăiește subspecia Hyla arborea arborea. În România este o broască comună și se întâlnește pretutindeni unde există apă și arbori, tufișuri sau stuf, de la șes până la altitudine de 1000 m în munții Carpați. În timpul verii trăiește pe arbori, tufișuri sau stuf. Datorită discurilor sale adezive de pe degete se cațără cu ușurință pe arbori și tufișuri și execută uriașe salturi prin aer. Când este vreme frumoasă șade pe fața frunzelor, iar când este vreme ploioasă se prinde pe dosul frunzelor. Este acvatic numai în perioada scurtă de reproducere. Brotăcelul poate fi crescut în acvariu. În captivitate poate trăi până la vârsta de 22 ani.
Are o lungimea de 3,5-4,5 cm. Masculul are aceeași mărime ca femela. Corpul este zvelt, oval, capul scurt și rotunjit, pupila ochiului orizontală, timpanul foarte distinct. Limba circulară, liberă și crestată posterior. Pielea este netedă și lucioasă dorsal și granulată pe partea internă a coapselor și pe gușa femelelor. Toate degetele posedă discuri adezive care secretă un lichid lipicios ce îi permite o bună aderare pe suprafețele pe care se deplasează, permițând brotăcelului să se cațăre chiar pe un geam vertical. Membrele posterioare au membrane interdigitale reduse, cele anterioare nu au aceste membrane.
Coloritul pe partea dorsală variabil, de obicei verde intens ca iarba, uneori galben-verde, cafeniu sau cu pete cafenii pe un fond galben-roz. Abdomenul este alb. Degetele galben deschis sau roz. Îi este caracteristică o dungă laterală neagră sau cafenie, mărginită deasupra cu alb sau galben, care se întinde de la nări, trece prin dreptul ochilor, timpan și ajunge de-a lungul flancurilor, până la baza membrelor posterioare, unde formează o prelungire orientată postero-anterior. Această dungă separă partea verde a corpului de partea albă. Cromatoforii din dermă prin mișcările lor amiboidale pot să schimbe într-un timp scurt culoarea brotăcelului, punând-o în armonie cu substratul (homocromism),  pe vegetație el are o culoare verde intens, făcându-l nevăzut în frunzișul arborilor, iar pe sol devine verzui-brun-pământiu. Datorită coloritului de protecție, el nu se ferește când este descoperit și nu încearcă să fugă.
Diferența între mascul și femelă se face după gușă. La mascul pielea gușii este închisă la culoare și încrețită, iar la femelă este netedă și albă.  Masculul nu are calozități nupțiale, însă posedă un sac vocal mare sub bărbie, de culoare brună închisă sau brună gălbuie, care amplifică orăcăitul său bine cunoscut după ce asfințește soarele, mai ales în perioada de reproducere; în stare de repaus sacul vocal formează cute; când aceasta se dilată depășește cu mult mărimea capului. 
Brotăcelul duce o viață crepuscular-nocturnă, dar are și o activitate diurnă, stând uneori pe frunze la soare și vânând insecte. Iarna hibernează în crapaturile din clădiri, sub frunze și mușchi, la poalele copacilor, în scorburi, vizuini sau sub pietre. Hrana brotăcelului constă din diferite insecte și larvele lor (coleoptere, diptere), predominând formele zburătoare, pe care le prinde printr-un salt, cu ajutorul limbii sale protractile și lipicioase. Consumă și arahnide (păianjeni) și acarieni. Are ca dușmani păsările răpitoare și șerpii.
Reproducerea brotăcelului are loc în aprilie-iunie în apă, unde el este un foarte bun înotător. În această perioadă masculii intră în apă; femelele îi urmează mai târziu și pentru o perioadă scurtă, când are loc fecundarea și depunerea pontei. Amplexul (îmbrățișarea copulatorie pe care o face masculul cățărat pe spatele femelei cu picioarele dinainte) este axilar. Brotăceii sunt lipsiți de organe de acuplație și fecundația la ei este externă. Ponta este depusă noaptea, în decurs de câteva ore, și constă din grămezi mici de ouă. Larvele, care înoată tot atât de rapid ca peștii, se metamorfozează în iulie-august. După perioada de reproducere, brotăceii se îndepărtează de apă, urcându-se pe stuf, apoi trec în pădure, pe arbori și arbuști.